# St. Marien (Köndringen)
St. Marien heißt die römisch-katholische Kirche in der Ortschaft Köndringen der Gemeinde Teningen im Landkreis Emmendingen, Baden-Württemberg. Es handelt sich um eine Filialkirche der Pfarrei St. Gallus im ebenfalls zu Teningen gehörenden Ort Heimbach, die zur Seelsorgeeinheit Emmendingen-Teningen im Dekanat Endingen-Waldkirch der Erzdiözese Freiburg gehört. Patrozinium ist am 24. Mai, dem kirchlichen Fest Maria, Hilfe der Christen.

## Geschichte
Nach dem Zweiten Weltkrieg nahm der Anteil der Katholiken in vielen Diaspora-Gemeinden unter anderem durch Flucht und Vertreibung dermaßen zu, dass der Bau eigener Kirchen sich aufdrängte. Dies galt auch für Köndringen, wo allerdings schon 1937 ein Bauplatz erworben worden war, der aber während der Herrschaft der Nationalsozialisten nicht bebaut werden konnte. Die Deutsche Bischofskonferenz hatte mehrere Architekten in einem Wettbewerb zu einem Entwurf für eine zeitgemäße, materialsparende und doch würdige Kirche aufgefordert. Mit dem ersten Preis wurde der Freiburger Architekt Gregor Schroeder bedacht, der diesen Entwurf im Stil der Heimatschutzarchitektur als Prototyp in Köndringen verwirklichen konnte. 
Es ist eine schlichte Saalkirche mit vier Fensterachsen, polygonalem Chor und einem Dachreiter mit Zwiebelhaube auf dem vorderen Dachfirst entstanden. Die Grundsteinlegung war im Jahr 1949, im Lauf des Jahres 1950 wurde der Bau fertiggestellt und konnte nach der Benediktion am 8. Oktober 1950 genutzt werden. Die Kirchweihe durch den Freiburger Erzbischof Wendelin Rauch folgte am 14. Juni 1953.
Die anfangs spärliche Ausstattung wurde nach und nach ergänzt. Eine Renovierung wurde 1984 durchgeführt, bei der unter anderem eine Heizung eingebaut wurde.

## Ausstattung
Für den Hauptaltar schuf der Karlsruher Kunstmaler Otto Stolzer ein Triptychon, auf dessen Mittelteil eine Schutzmantelmadonna zu sehen ist; auf dem linken Flügel sind Bernhard von Baden und Heinrich Seuse dargestellt, die in Baden als Selige verehrt werden; auf dem rechten Flügel sind die Heiligen Bernhard von Clairveaux und Elisabeth von Thüringen zu sehen. Stifter des Gemäldes war der Emmendinger Geschäftsmann Fritz Staubach, dessen im Krieg gefallener Sohn auch unter dem schützenden Mantel Marias kniet.
Der Tabernakel ist ein Werk des Freiburger Metallbildhauers Alfred Erhart. Er zeigt als Flachrelief Johannes den Täufer und Johannes den Evangelisten. Die Bilder des Kreuzwegs in Fresko-Technik schuf ebenfalls der Maler Otto Stolzer. In der Nähe des Eingangs steht ein großes steinernes Weihwasserbecken, das der Gundelfinger Bildhauer Wolfgang Jakob 1990 ursprünglich als Taufstein geschaffen hatte. Die Inschrift lautet: „Ich habe dich beim Namen gerufen, mein bist Du.“ (Jesaja, 43,1)
Eine kleine Orgel ersetzte 1993 ein bis dahin benutztes Harmonium. Sie wurde von der Orgelwerkstatt Riegner & Friedrich, Hohenpeißenberg, eingebaut.
Außen befindet sich über der mit einem Vordach geschützten Eingangstüre eine Nische, in die 1987 der Köndringer Künstler Richard Braun ein Marienbildnis malte.
Im Dachreiter hängt eine Bronzeglocke mit dem Ton h″, einem Durchmesser von 42,1 cm und einem Gewicht von 49 kg, gegossen 1985 von der Glocken- und Kunstgießerei Rincker in Sinn (Hessen). Sie trägt die Aufschrift: „In der Welt seid ihr in Bedrängnis; aber habt Mut: Ich habe die Welt besiegt.“ (Joh 16,33)